# 山西省教育厅
37°49′32″N 112°31′56″E / 37.82546°N 112.53216°E
山西省教育厅是中华人民共和国山西省人民政府主管教育工作的组成部门。

## 内设机构
- 省教育厅（省委教育工委）办公室
- 省委教育工委组织部
- 省委教育工委宣传部（省教育厅思想政治教育处）
- 省委教育工委统一战线工作部
- 省教育厅（省委教育工委）安全稳定工作处（应急办公室）
- 政策法规处
- 行政审批处
- 发展规划处
- 人事处
- 财务处
- 基础教育处
- 校外教育培训监管处
- 职业教育与成人教育处
- 高等教育处
- 省人民政府教育督导室
- 教师工作处（职称办公室）
- 体育卫生与艺术教育处
- 科学技术与信息化处
- 学生工作与学籍管理处（高校学生处）
- 学位管理与研究生教育处（省人民政府学位委员会办公室）
- 语言文字工作处（省语言文字工作委员会办公室）
- 国际合作与交流处（港澳台办公室、省汉语国际推广办公室、省留学人员管理办公室）
- 机关党委
- 离退休人员工作处

## 直属单位
下辖直属单位包括有：
- 山西省招生考试管理中心
- 山西省教育科学研究院（山西省基础教育教学研究室）
- 山西省电化教育馆（山西省教育厅基础教育资源中心）
- 山西省教育技术装备中心
- 山西省教育宣传中心（山西省教育厅新闻事务办公室）
- 山西省幼儿教育中心（山西省幼儿教师进修学校）
- 山西省康乐幼儿园
- 山西省教育图书服务中心
- 山西省学生助学贷款管理中心（山西省世行贷款贫困地区教育发展项目办公室）
- 山西教育信息中心
- 山西教育国际交流服务中心
- 山西省高等院校科技发展中心
- 山西省语言文字培训测试中心
- 山西省高校毕业生就业指导中心（山西教育人才服务中心）
- 山西省教育厅后勤服务中心
- 山西教育宾馆
- 山西省实验中学
- 山西省高校后勤服务中心